# University of Texas

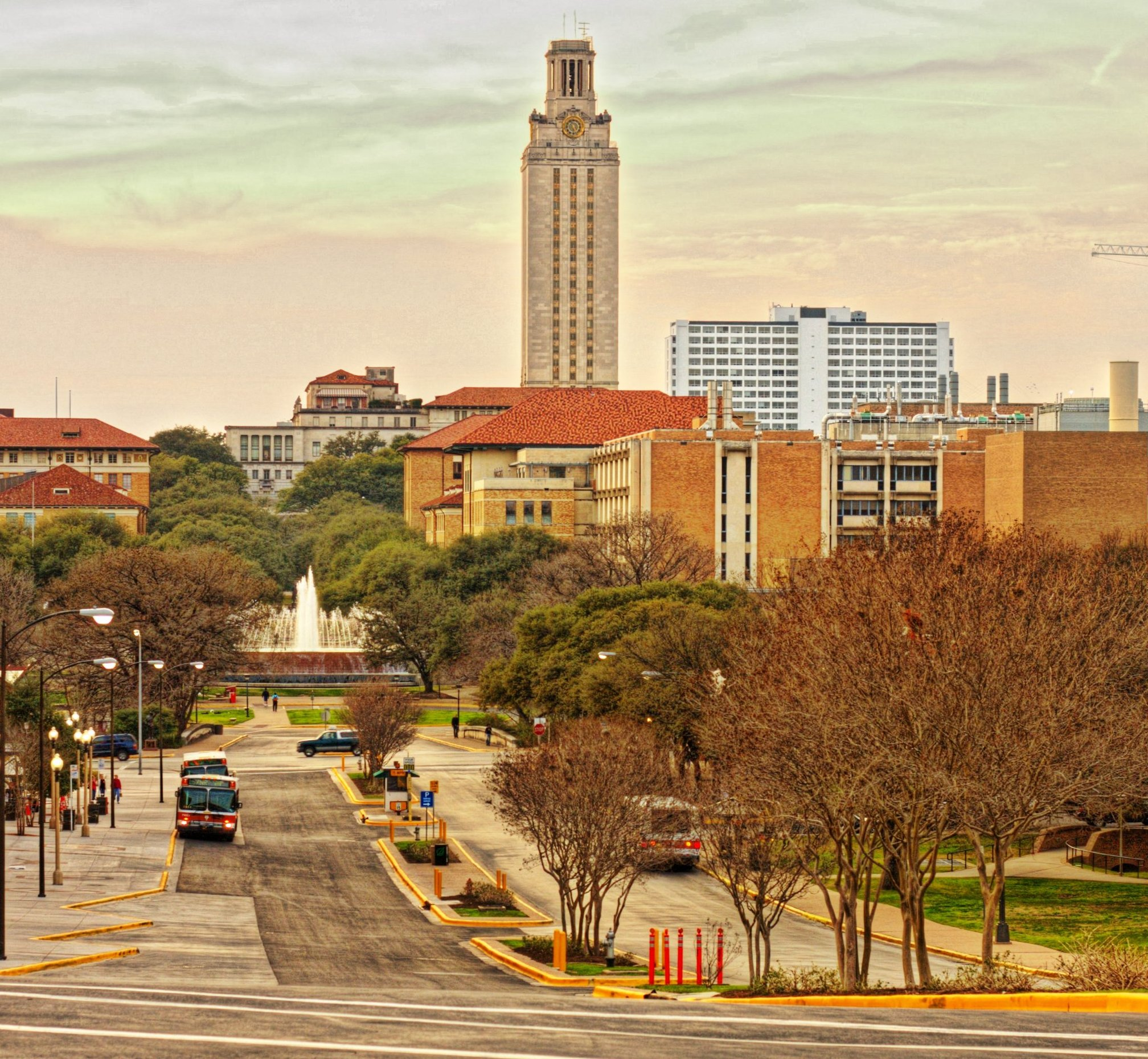
Campuset för University of Texas i Austin.

The University of Texas System består av femton lärosäten i Texas. Nio av dessa är universitet och fem medicinska institutioner.
Universitetsgruppen har totalt över 190 000 studenter. Moderuniversitet är University of Texas at Austin som är ett tier one forskningsuniversitet tillsammans med University of Texas at Dallas. University of Texas Southwestern Medical Center at Dallas är en ledande medicinsk forskningsinstitution och The University of Texas M. D. Anderson Cancer Center är ett av USA:s bästa sjukhus för behandling av cancer.
Lärosätet är ett av världens främsta. Det rankades på 39:e plats i världen i Times Higher Educations ranking av världens främsta lärosäten 2019.

## Universitet

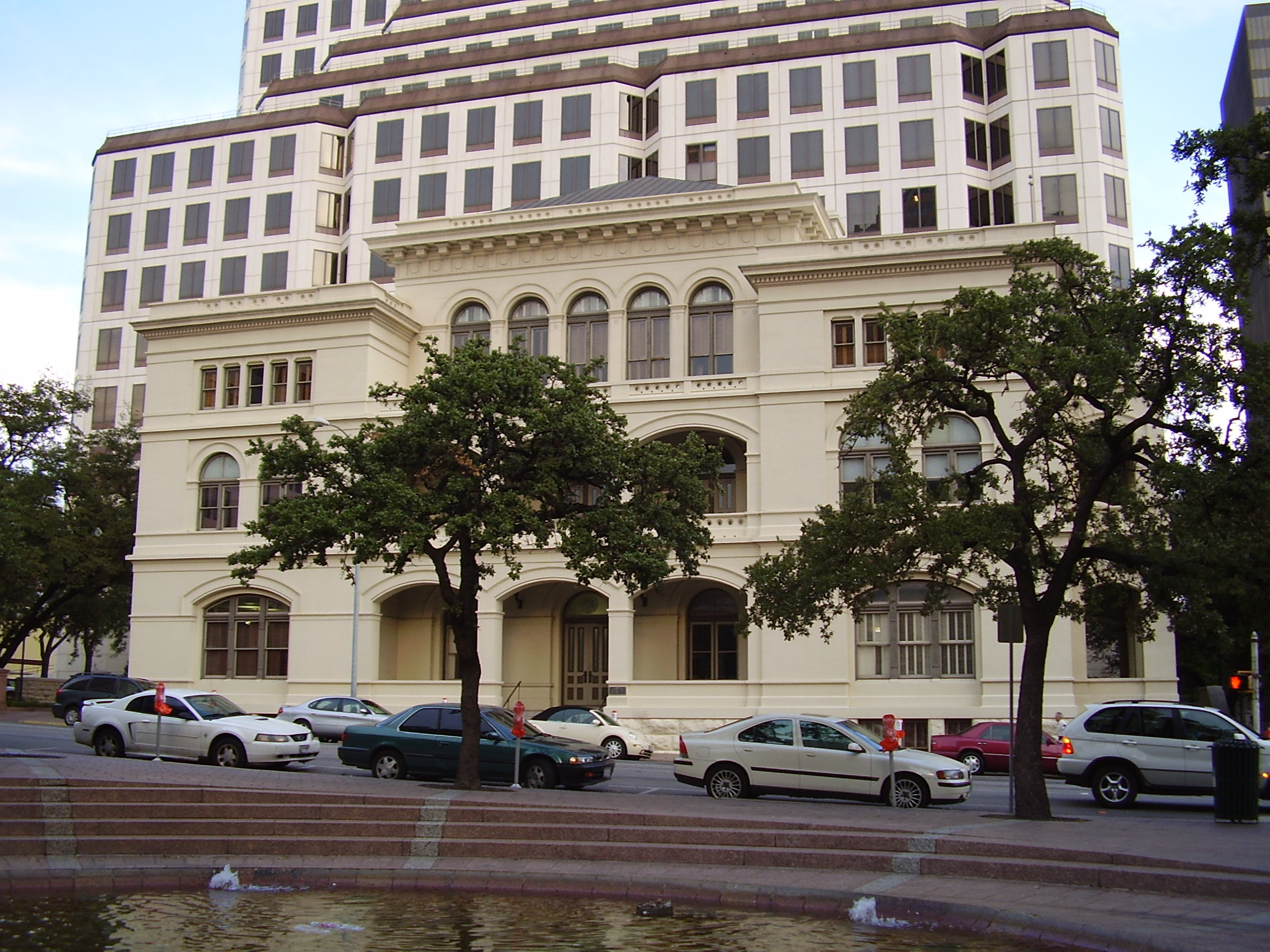
O. Henry Hall, administrativa huvudbyggnaden i Austin, Texas, United States

- The University of Texas at Arlington (UTA) (etablerat 1895)
- The University of Texas at Austin (etablerat 1883)
- The University of Texas at Dallas (Richardson; etablerat 1969)
- The University of Texas at El Paso (etablerat 1914)
- The University of Texas at San Antonio (etablerat 1969)
- The University of Texas at Tyler (etablerat 1971)
- The University of Texas of the Permian Basin (Odessa; etablerat 1973)
- The University of Texas Rio Grande Valley (Edinburg, Brownsville och fyra andra platser; etablerad 2013, instruktionen startade 2015)
- Stephen F. Austin State University (Nacogdoches; etablerat 1923, gick med i systemet 2023)

## Medicinska institutioner

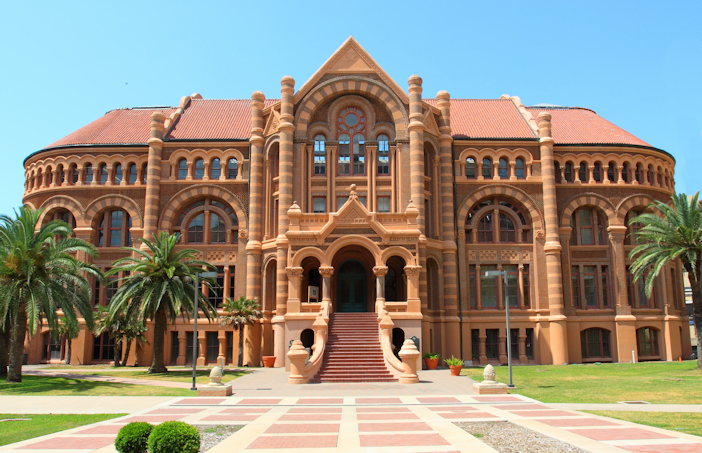
University of Texas Medical Branch i Galveston.

- The University of Texas Health Science Center at Houston
- The University of Texas Health Science Center at San Antonio
- The University of Texas M. D. Anderson Cancer Center (Houston)
- University of Texas Medical Branch (Galveston)
- University of Texas Southwestern Medical Center at Dallas (inklusive University of Texas Southwestern Medical School)

## Tidigare institutioner
- The University of Texas at Brownsville and Texas Southmost College (Brownsville) – Etablerat 1973 och 1926, sammanslagna 1991; slogs samman till UT Rio Grande Valley 2013, med instruktion som började 2015.
- The University of Texas–Pan American (Edinburg) – Etablerat 1927; slogs samman till UT Rio Grande Valley 2013, med instruktion som började 2015.
- University of Texas Health Science Center at Tyler – Slås ihop till UT Tyler 2021.